# Aphasie réceptive
 Mise en garde médicale
L'aphasie réceptive (aphasie fluente ou sensorielle), également appelée aphasie de Wernicke en neuropsychologie clinique, est un trouble du langage et de la compréhension dû à une lésion ou une perturbation du développement d'une région postérieure du cerveau, plus précisément le gyrus temporal supérieur postérieur,,, dans l'hémisphère dominant connu sous le nom de l'aire de Wernicke (correspondant à l'aire 22 de Brodmann). 
Un ensemble de lésions simultanées de plusieurs aires (comme l'aire 39 ou 40) conduit à une aphasie de Wernicke, dont obligatoirement l'aire 22. Une personne ayant une aphasie réceptive pourra parler avec une grammaire, une syntaxe, un débit et une intonation normaux, mais elle aura un trouble autant de l'interprétation que de la symbolique du langage, qu'il soit écrit ou verbal,,. 
Tout comme l'aire de Broca, les limites de l'aire de Wernicke peuvent différer d'un individu à un autre. De plus, il ne faut tout de même pas confondre l'aphasie de Wernicke avec le syndrome de Wernicke-Korsakoff qui est l'addition de l'encéphalopathie de Wernicke avec le syndrome amnésique de Korsakoff.

## Historique
Carl Wernicke (1848-1905) s'inscrit dans le dogme associationniste. Ses recherches portaient sur les relations d'aires  impliquées dans le langage. Pour lui, une aphasie n'est pas due à une lésion d'une seule zone du cerveau. Ces recherches confortaient d'autres études telles que celles de Pierre Marie (1853-1940). C'est en 1874 à la suite d'une rencontre avec un patient que Wernicke proposa la distinction entre deux types d'aphasies : aphasie sensorielle (ou aphasie de Wernicke) et aphasie motrice (ou aphasie de Broca). Wernicke expose sa conception nouvelle de l'aphasie dans un ouvrage Der aphasiche symptom-complex publié la même année. Il débutera des recherches sur une troisième aphasie en lien avec ces deux dernières : l'aphasie de conduction, résultant d'une  destruction des fibres qui relient les deux zones. Elles seront reprises par Kurt Goldstein(1878-1965),,. 

## Causes
Une aphasie de Wernicke survient après une lésion organique cérébrale. Tout comme l'aphasie de Broca, un accident vasculaire cérébral peut entraîner une destruction neuronale, partielle ou totale, pouvant mener à une aphasie réceptive. L'étiologie est diverse. Elle se rapproche de celle de l'aphasie expressive, c'est-à-dire un accident vasculaire cérébral (répété), maladie neurodégénérative, processus focaux dégénératifs (atrophies lobaires) ou une encéphalite herpétique. L'aphasie est un des critères diagnostiques pour la maladie d'Alzheimer, dans laquelle la composante réceptive est davantage atteinte.
D'autres causes sont une tumeur, un hématome lobaire,,,.
La lésion de l'aire de Wernicke chez certains droitiers ne provoque pas d'aphasie réceptive.

## Symptômes

### Expression orale
Dans l'aphasie réceptive, les patients parlent avec abondance mais ne comprennent pas les autres ni non plus leurs propres paroles, de sorte que le langage parlé se détériore au fur et à mesure que le discours s'allonge. Contrairement à l'aphasie de Broca, la parole est fluide et compréhensible au début du discours, mais les sujets perdent le fil de ce qu'ils racontent. Les troubles peuvent aller d'une anomalie dans l'analyse de sa propre prosodie,, (et celle des autres) jusqu'à un trouble dans la différenciation de phonèmes (ex. : « ba » et « pa »). Généralement, ils adoptent un discours riche mais il y a un néologisme apparent,,. Pour eux, ces nouveaux mots n'en sont pas et sont sensés. De plus, ces personnes utilisent aussi des mots pour d'autres, voire des mots sensés dans le contexte, mais dans des phrases non adaptées. Voici un exemple de discours d'un patient victime d'un AVC au niveau du lobe temporal postérieur gauche, atteint donc d'une aphasie réceptive : « ça alors, je suis en sueur, je suis terriblement nerveux, vous savez, de temps en temps, je me laisse rattraper, je ne peux pas être rattrapé, je ne dirai rien du gourcias, voilà un mois [...] il faut que je courre à droite à gauche, que je surveille, le narbot et tous ces trucs. »

### Expression écrite
En plus d'une difficulté à comprendre le langage parlé, ils ont des difficultés à comprendre le langage écrit, qu'on appelle alexie. On retrouve la logorrhée et le néologisme,,,. Une personne atteinte de cette aphasie peut très bien lire correctement un énoncé sans pour autant le comprendre, sauf pour les consignes à références corporelles. L'écriture dictée ou spontanée sont moins bien réussies que la copie. 
L'un des deux types d'expression (orale ou écrite) peut primer l’autre ou être de même intensité.

## Troubles associés
En général, peu de déficits neurologiques sont présents ou faiblement marqués, comme des troubles de la sensibilité ou l'hémiparésie. Le trouble le plus fréquemment rencontré est l'hémianopsie latérale droite. Les personnes étant sujets à ce type d'aphasie n'ont pas conscience de leur trouble : on parle alors d'anosognosie,.

## Évaluation et Prise en charge
Un examen neurologique préalable consiste à détecter tout déficit moteur ou sensoriel. Ensuite, un examen neuropsychologique approfondi oriente le diagnostic. Dès le premier contact avec le patient, il est possible de repérer les principaux troubles. Des épreuves d'exécution d'ordre, de complexité croissante sont utilisées. Un test régulièrement employé est celui des trois papiers de Pierre Marie : cette épreuve comporte trois papiers de taille différente, il est demandé au patient de jeter le petit papier par terre, de garder le papier moyen et de donner le grand papier à l'examinateur. Il existe de nombreux tests en cas de suspicion d'aphasie, comme celui de désignation de figures géométriques (Token Test). Un autre test fréquemment utilisé en pratique courante est la fluence verbale : le sujet doit énoncer un maximum de mots commençant par telle lettre, ou bien appartenant à une certaine catégorie (fruits, animaux...). La fluence verbale, qui est abaissée dans le cas d'une aphasie de Broca, augmente jusqu'à devenir logorrhéique en cas d'aphasie de Wernicke. Le test le plus utilisé pour le dépistage précis d'une aphasie reste l'Examen Diagnostique d’Aphasie de Boston (BDAE).

## Les dernières recherches
Des auteurs ont repris récemment des centaines d'études d'imagerie cérébrale fonctionnelle traitant de la perception et la compréhension du langage. Leur conclusion est que la zone du lobe temporal gauche servant à comprendre les mots ne se trouve pas dans la région de Wernicke, mais cinq centimètres en avant. 

## Patients célèbres
- Maurice Ravel